# التهاب القزحية المتوسط
يشير التهاب القزحية المتوسط إلى التهاب في الجسم الزجاجي والشبكية الطرفية. تتضمن الأماكن الأولية للالتهاب الجسم الزجاجي والذي يشمل أشياء أخرى منها التهاب الجزء الأملس من الجسم الهدبي والتهاب الهدابي والتهاب الزجاجي. قد يكون التهاب القزحية المتوسط مجهول السبب أو مصاحبا لحدوث مرض متعدد الأجهزة مثل التصلب اللويحي أو الغرناوية. وبذلك قد يكون التهاب القزحية المتوسط أول أعراض حالة متعددة الأجهزة. إن أكثر أسباب حدوث التهاب القزحية المتوسط شيوعا تقسم كالتالي (69.1%) مجهولة السبب، الغرناوية (22,2%) والتصلب اللويحي وداء لايم (0,6%).
تتضمن الأسباب المعدية لمرض التهاب القزحية المتوسط كل من عدوى فيروس ابشتاين بار وداء لايم وعدوى فيروس تي- الليمفاوي البشري من النوع الاول ومرض خدش القطة والتهاب الكبد الفيروسي ج.
يُعد التهاب الجزء الأملس من الجسم الهدبي جزءا فرعيا من التهاب القزحية المتوسط ويتميز بوجود نضحات بيضاء على الجزء المسطح والعروة المسررة أو وجود تجمعات من الخلايا الالتهابية في الجسم الزجاجي في غياب سبب مرضي معدي (داء لايم على سبيل المثال) أو مرض جهازي (الغرناوية على سبيل المثال). تعتقد بعض المستندات أن مرضى الجزء الأملس من الجسم الزجاجي يصابون بالتهاب أسوء في الجسم الزجاجي، ووذمة بقعية أكثر شدة وتقدم مرضي حذر بالمقارنة مع باقي المرضى المصابين بالتهاب القزحية المتوسط.
تُقدَّر نسبة المرضى المصابين بالتهاب القزحية المتوسط في الولايات المتحدة بحوالي 4 – 8% من حالات التهاب القزحية في مراكز الإحالة. قامت المؤسسات الوطنية للصحة بالإبلاغ عن نسبة أكبر (15%) بما قد يعكس وعي أكثر بطبيعة عيادة إحالة مرضى التهاب القزحية. قد يمثل التهاب القزحية المتوسط نسبة تصل إلى 25% من حالات التهاب القزحية في الأطفال.
يحدث العمى المستديم بشكل أشيع في المرضى المصابين بوذمة بقعية كيسية. يتحتم بذل كل الجهود الممكنة للتخلص من الوذمة البقعية الكيسية حال وجودها. بعض حالات العمى الأقل شيوعا تتضمن انفصال الشبكية الذاتي العلة، الزرق، اعتلال القرنية الشريطي، الساد، نزيف الجسم الزجاجي، النزيف الفوق شبكي، تكون أوعية جديدة في المشيمة.
على الرغم من أن التهاب القزحية المتوسط قد يحدث في أي عمر إلا أنه يؤثر بشكل ابتدائي على الأطفال والشباب. هناك توزيع ثنائي النسق مع وجود إحدى القمم في العقد الثاني وقمة أخرى في العقد الثالث أو الرابع.
إن حدوث المرض بمصاحبة أمراض أخرى مثل التصلب اللويحي، الغرناوية أو داء الأمعاء الالتهابي يقترح وجود مُكون من مكونات المناعة الذاتية في فئة فرعية واحدة من المرضى على الأقل. أدى تجميع الحالات العائلية إلى فحص ارتباطات مستضد الخلايا البيضاء البشرية. يبدو أن الحدث المُحفز هو التهاب الشبكية الطرفي الحول وعائي والانسداد الوعائي بما يؤدي إلى التهاب عيني والتهاب الجسم الزجاجي وتكون منحدر ثلجي. إن السبب المرضي لتحفيز المستضاد لا زال غير واضحا وقد تكون طبيعته زجاجية أو حول وعائية. تم برهنة قيام العوامل الوراثية بلعب بعض الدور في باثوفسيولوجيا التهاب القزحية المتوسط لكن لا تزال الأهمية غير واضحة.
المرادفات والكلمات الدالة المرتبطة: التهاب القزحية المتوسط، التهاب الجزء الأملس من الجسم الهدبي، التهاب الجسم الهدبي المزمن، التهاب القزحية الطرفي، التهاب الجسم الهدبي الطرفي، التهاب الجسم الزجاجي الطرفي، التصلب اللويحي، غرناوية